# 尤丽塞尔·拉沃尔德
尤丽塞尔·拉沃尔德（西班牙語：Yurisel Laborde，1979年8月18日—），古巴女子柔道运动员。她曾代表古巴参加2004年夏季奥林匹克运动会柔道比赛，获得女子78公斤级铜牌。她也曾参加2003年和2007年泛美运动会。